# Tryssjön, Dalarna
Tryssjön är en sjö i Gagnefs kommun i Dalarna och ingår i Dalälvens huvudavrinningsområde. Sjön är 19 meter djup, har en yta på 0,287 kvadratkilometer och befinner sig 344,1 meter över havet. Sjön avvattnas av vattendraget Norån. Vid provfiske har bland annat abborre, elritsa, ruda och stensimpa fångats i sjön.

## Delavrinningsområde
Tryssjön ingår i det delavrinningsområde (670071-145995) som SMHI kallar för Utloppet av Tryssjön. Medelhöjden är 409 meter över havet och ytan är 12,21 kvadratkilometer. Det finns inga avrinningsområden uppströms utan avrinningsområdet är högsta punkten. Norån som avvattnar avrinningsområdet har biflödesordning 3, vilket innebär att vattnet flödar genom totalt 3 vattendrag innan det når havet efter 240 kilometer. Avrinningsområdet består mestadels av skog (83 procent). Avrinningsområdet har 0,38 kvadratkilometer vattenytor vilket ger det en sjöprocent på 3,1 procent.

## Fisk
Vid provfiske har följande fisk fångats i sjön:
- Abborre
- Elritsa
- Ruda
- Stensimpa
- Öring